# 圣玛丽灯塔

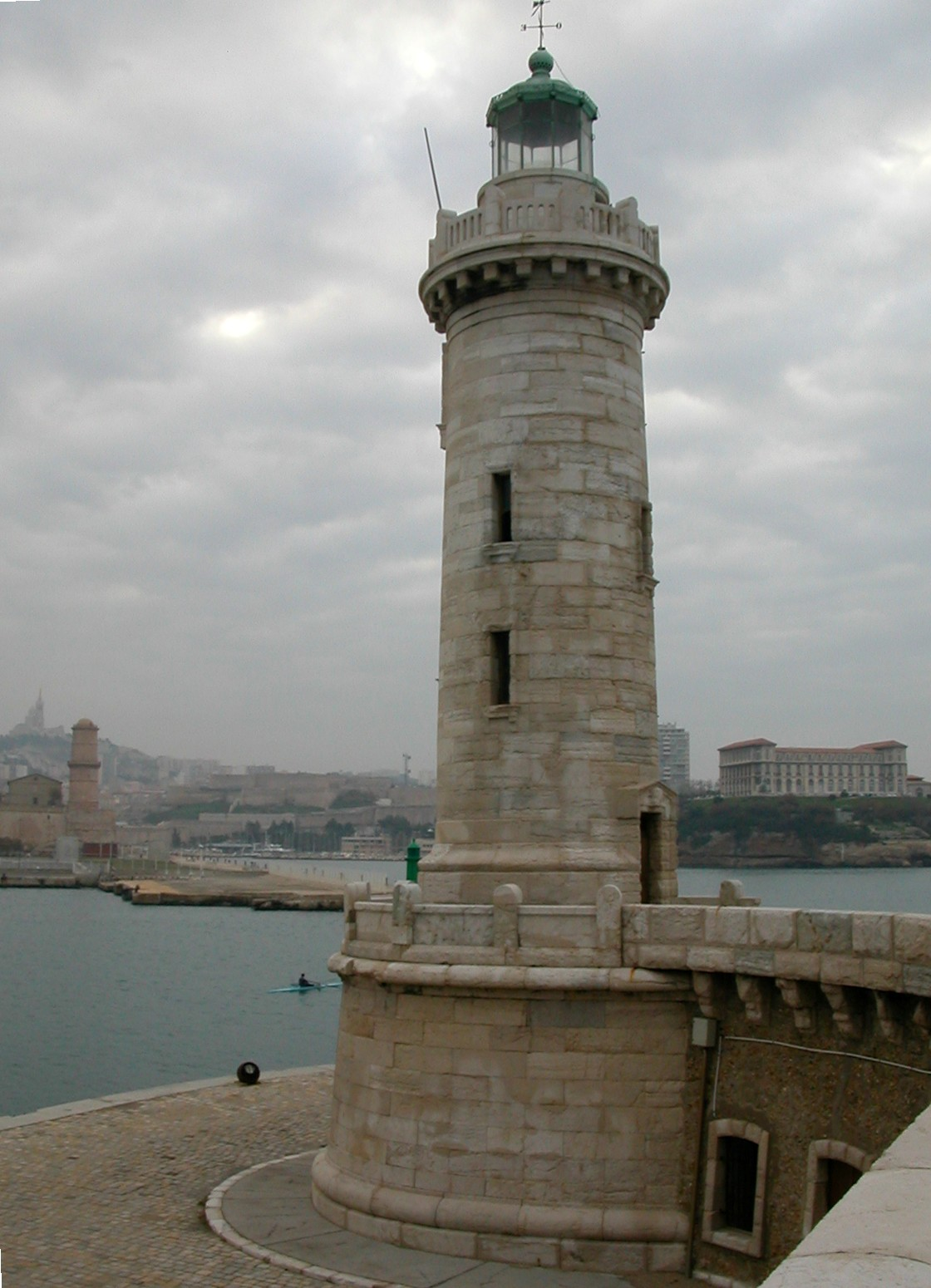
圣玛丽灯塔

圣玛丽灯塔（Phare de Sainte Marie）是法国马赛老港的一座灯塔，建成于1855年，用本地天然石灰石建造，高21米。1922年升级为电气照明，现已停用。
圣玛丽灯塔出现于热门的电视真人秀节目《极速前进》第四季。 